# Myiomela leucura
El ruiseñor coliblanco (Myiomela leucura) es una especie de ave paseriforme de la familia Muscicapidae propia del noreste del subcontinente indio y el sureste de Asia. 

## Descripción
El ruiseñor coliblanco mide entre 17 y 19 cm. Presenta un marcado dimorfismo sexual. El macho tiene el plumaje azul negruzco, salvo manchas de azul brillante más claro en la frente y hombros, y las plumas exteriores de la cola que son blancas, y dan nombre a la especie. En cambio, la hembra es de tonos pardos con tonos canela, con la cola negruzca y blanca, y una pequeña blanca blanquecina en la parte baja de la garganta.

## Distribución y hábitat

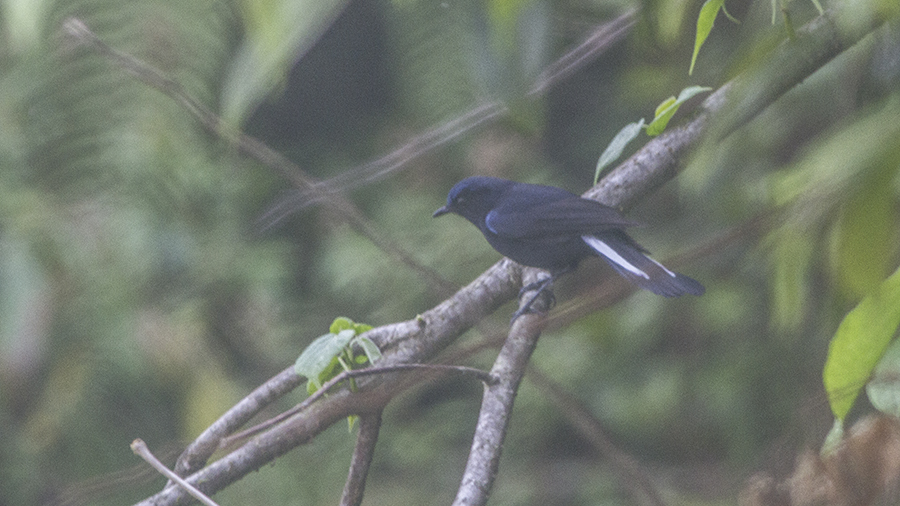
Macho en Bengala occidental.

Se encuentra en el noreste de la India, Bangladés, Nepal, Bután,  Birmania, China, Taiwán, Camboya, Malasia, Tailandia, Laos  y Vietnam. Su hábitat natural son los bosques húmedos tropicales y subtropicales, tanto de montaña como de tierras bajas.